# Calculating Space

Un processus élémentaire dans l'espace de calcul de Zuse : Deux particules numériques A et B forment une nouvelle particule numérique C.,

Calculating Space est le titre de la traduction anglaise du livre Rechnender Raum (littéralement: l'espace informatique) de Konrad Zuse (1969), le premier livre sur la physique numérique.
Zuse proposa l'idée que l'univers est calculé par une sorte d'automate cellulaire ou d'autres machines informatiques discrètes, contestant l'opinion de longue date selon laquelle certaines lois physiques sont continues par nature. Il s'est concentré sur les automates cellulaires comme substrat possible du calcul, et a souligné (entre autres choses) que les notions classiques de l'entropie et de sa croissance n'ont pas de sens dans les univers calculés de façon déterministe.
On pense parfois que le théorème de Bell contredit l'hypothèse de Zuse, mais il n'est pas applicable aux univers déterministes, comme l'a fait remarquer Bell lui-même. De même, alors que le principe d'incertitude de Heisenberg limite de façon fondamentale ce qu'un observateur peut observer, lorsque l'observateur est lui-même une partie de l'univers qu'il essaie d'observer, ce principe n'exclut pas l'hypothèse de Zuse, qui considère tout observateur comme une partie du processus déterministe hypothétique. Jusqu'à présent, il n'y a pas de preuve physique univoque contre la possibilité que "tout n'est qu'un calcul". Plusieurs articles ont été écrits sur le sujet depuis la parution de l'ouvrage de Zuse sur la physique numérique.